# 通用電氣F118
奇異F118为一款由奇異航空制造的無后燃器的涡扇引擎。為F110渦輪扇發動機的無后燃器衍伸型。

## 設計與研發
F118渦輪扇發動機是專為B-2幽靈戰略轟炸機所開發F110渦輪扇發動機的無后燃器衍生產品。1998年U-2S偵察機換裝F118渦輪扇發動機。

## 版本

### F118-GE-100
B-2A幽靈戰略轟炸機使用版本，軍用推力為19,000 lbf（85 kN）

### F118-GE-101
U-2S偵察機使用版本，軍用推力為17,000 lbf（76 kN）

## 規格 (F118-GE-100)
数据来源： 

### 概况
- 类型： 渦輪扇發動機
- 长度： 101英寸（260 cm）
- 直径： 46.5英寸（118 cm）
- 淨重： 3,200磅（1,500）

### 组件
- 压缩机： 1個風扇，11級壓縮機（2級低壓，9級高壓）
- 燃烧室： 環形
- 涡轮： 1段高壓・2段低壓

### 性能
- 最大推力： 19,000 lbf（85 kN）
- 总压比： 35:1
- 推重比： 5.9:1

#### 相似引擎
- WS-10
- F100
- AL-31

## 外部連結
- GE Aviation Military Engines page （页面存档备份，存于）